# Lijst van oorlogsmonumenten op Urk
De Nederlandse gemeente Urk heeft 3 oorlogsmonumenten. Hieronder een overzicht.
| Nr.  | Object                                           | Herdachte groep                                            | Ontwerper                                                      | Onthulling       | Type        | Locatie                                             | Plaats | Coördinaten                   | Foto              |
| ---- | ------------------------------------------------ | ---------------------------------------------------------- | -------------------------------------------------------------- | ---------------- | ----------- | --------------------------------------------------- | ------ | ----------------------------- | ----------------- |
| 2025 | Monument voor de Gevallen Urkers                 | burgerslachtoffers, vervolgden Nederland, verzet Nederland | Philip Bolt (architect), Nicolaas van der Schaft (beeldhouwer) | 31 augustus 1946 | overig      | Monumentenlaan                                      | Urk    | 52° 39' 43" NB, 5° 35' 38" OL | Meer afbeeldingen |
| 2755 | Gedenksteen ter herinnering aan de razzia op Urk | burgerslachtoffers, vervolgden Nederland, verzet Nederland |                                                                | 15 april 2005    | gedenksteen | Vuurtorenstraat by 108                              | Urk    | 52° 39' 41" NB, 5° 35' 35" OL | Meer afbeeldingen |
|      | Stolpersteine                                    | vervolgden Nederland. Joodse bewoners uit Urk              | Gunter Demnig                                                  | 21 april 2005    | reliëf      | Wijk 8-30, zie Lijst van Stolpersteine in Flevoland | Urk    | 52° 39' 49" NB, 5° 35' 56" OL | Meer afbeeldingen |

Almere ·
Dronten ·
Lelystad ·
Noordoostpolder ·
Urk ·
Zeewolde